# يعقوب البلوشي
يعقوب البلوشي مواليد 10 يوليو 1990، لاعب كرة قدم إماراتي يجيد اللعب في الدفاع مع نادي الإمارات.
لعب في نادي كلباء إلى نادي الشعب ونادي النصر ونادي الإمارات.

## روابط خارجية
- يعقوب البلوشي على موقع Soccerway.com (الإنجليزية)